# 2013-as magyar mű- és toronyugró-bajnokság
A 2013-as magyar mű- és toronyugró-bajnokság 2013. augusztus 30. és szeptember 1. között került megrendezésre a margitszigeti Széchy Tamás uszodában. A felnőttek viadala mellett az utánpótlás-korosztály legjobbjai is megmérettették magukat.
A bajnokság keretében szenior versenyt itt rendeztek, ahol a legidősebb versenyző, a 73 éves római olimpikon, Konkoly János volt.

## Versenyszámok

### Férfiak

#### 1 méteres műugrás
| Helyezés | Név                | Egyesület | Pont   |
| -------- | ------------------ | --------- | ------ |
|          | Bóta Botond        | HPVK      | 284,45 |
|          | Somhegyi Krisztián | RLSE      | 278,30 |
|          | Ligárt Ábel        | HPVK      | 232,40 |

#### 3 méteres műugrás
| Helyezés | Név                | Egyesület | Pont   |
| -------- | ------------------ | --------- | ------ |
|          | Somhegyi Krisztián | RLSE      | 320,25 |
|          | Bóta Botond        | HPVK      | 283,30 |
|          | Ligárt Ábel        | HPVK      | 232,75 |
| 4.       | Gacs Barnabás      | BVSC      | 172,95 |

#### 3 méteres szinkronugrás
| Helyezés | Név                                 | Egyesület | Pont   |
| -------- | ----------------------------------- | --------- | ------ |
|          | Habony Kristóf / Somhegyi Krisztián | RLSE      | 309,00 |

#### 10 méteres toronyugrás
| Helyezés | Név                | Egyesület | Pont   |
| -------- | ------------------ | --------- | ------ |
|          | Hajnal András      | SzHSE     | 343,70 |
|          | Somhegyi Krisztián | RLSE      | 330,80 |
|          | Tóth Gergely       | SzHSE     | 186,40 |

#### 10 méteres szinkronugrás
| Helyezés | Név                          | Egyesület | Pont   |
| -------- | ---------------------------- | --------- | ------ |
|          | Hajnal András / Tóth Gergely | SzHSE     | 251,85 |

### Nők

#### 1 méteres műugrás
| Helyezés | Név              | Egyesület | Pont   |
| -------- | ---------------- | --------- | ------ |
|          | Kormos Villő     | RLSE      | 226,10 |
|          | Gondos Flóra     | RLSE      | 216,85 |
|          | Reisinger Zsófia | RLSE      | 207,20 |

#### 3 méteres műugrás
| Helyezés | Név              | Egyesület | Pont   |
| -------- | ---------------- | --------- | ------ |
|          | Gondos Flóra     | RLSE      | 250,11 |
|          | Kormos Villő     | RLSE      | 203,40 |
|          | Idul Alexandra   | RLSE      | 123,85 |
| 4.       | Hepke Viola      | HPVK      | 119,55 |
| 5.       | Veress Gabriella | LSE       | 94,80  |
| 6.       | Mócsai Kinga     | LSE       | 89,10  |

#### 3 méteres szinkronugrás
| Helyezés | Név                             | Egyesület | Pont   |
| -------- | ------------------------------- | --------- | ------ |
|          | Gondos Flóra / Reisinger Zsófia | RLSE      | 250,11 |
|          | Stefán Dorina / Szabó Dóra      | RLSE      | 166,35 |
|          | Hepke Viola / Marján Gyöngyi    | HPVK      | 146,79 |
| 4.       | Mócsai Kinga / Veress Gabriella | LSE       |        |

#### 10 méteres toronyugrás
| Helyezés | Név              | Egyesület | Pont   |
| -------- | ---------------- | --------- | ------ |
|          | Kormos Villő     | RLSE      | 286,10 |
|          | Reisinger Zsófia | RLSE      | 260,40 |
|          | Patkós Zsuzsanna | SzHSE     | 130,10 |

#### 10 méteres szinkronugrás
| Helyezés | Név                             | Egyesület | Pont   |
| -------- | ------------------------------- | --------- | ------ |
|          | Kormos Villő / Reisinger Zsófia | RLSE      | 271,92 |
|          | Halmos Zita / Nagy Eszter       | LSE       | 152,88 |

### Fiúk

#### A korcsoport (16-18 évesek)

##### 3 méteres műugrás
| Helyezés | Név            | Egyesület | Pont   |
| -------- | -------------- | --------- | ------ |
|          | Bóta Botond    | HPVK      | 447,10 |
|          | Ligárt Ábel    | HPVK      | 371,80 |
|          | Smithing János | PSE       | 279,85 |

#### B korcsoport (14-15 évesek)

##### 1 méteres műugrás
| Helyezés | Név            | Egyesület | Pont   |
| -------- | -------------- | --------- | ------ |
|          | Ligárt Ábel    | HPVK      | 304,40 |
|          | Gacs Barnabás  | BVSC      | 255,90 |
|          | Lengyel Lénárd | HPVK      | 243,05 |

##### 3 méteres műugrás
| Helyezés | Név           | Egyesület | Pont   |
| -------- | ------------- | --------- | ------ |
|          | Ligárt Ábel   | HPVK      | 353,15 |
|          | Gacs Barnabás | BVSC      | 282,85 |
|          | Tatarek Áron  | HPVK      | 235,60 |

#### C korcsoport (12-13 évesek)

##### 3 méteres műugrás
| Helyezés | Név            | Egyesület | Pont   |
| -------- | -------------- | --------- | ------ |
|          | Gacs Barnabás  | BVSC      | 216,40 |
|          | Varga Donát    | RLSE      | 216,15 |
|          | Lengyel Lénárd | HPVK      | 199,85 |

##### 3 méteres szinkronugrás
| Helyezés | Név                           | Egyesület | Pont   |
| -------- | ----------------------------- | --------- | ------ |
|          | Varga Donát / Veress Balázs   | RLSE      | 169,17 |
|          | Lengyel Lénárd / Tatarek Áron | HPVK      | 154,14 |

##### 10 méteres toronyugrás
| Helyezés | Név           | Egyesület | Pont   |
| -------- | ------------- | --------- | ------ |
|          | Varga Donát   | RLSE      | 182,70 |
|          | Veress Balázs | RLSE      | 181,05 |
|          | Gacs Barnabás | BVSC      | 174,25 |

#### D korcsoport

##### 3 méteres műugrás
| Helyezés | Név          | Egyesület | Pont  |
| -------- | ------------ | --------- | ----- |
|          | Newell Jacob | HPVK      | 75,35 |
|          | Weisz Ábel   | PSE       |       |

### Lányok

#### A korcsoport (16-18 évesek)

##### 3 méteres műugrás
| Helyezés | Név            | Egyesület | Pont   |
| -------- | -------------- | --------- | ------ |
|          | Szabó Dóra     | RLSE      | 303,95 |
|          | Idul Alexandra | RLSE      | 283,90 |
|          | Marján Gyöngyi | HPVK      | 256,30 |
| 4.       | Hepke Viola    | HPVK      | 234,15 |

#### B korcsoport (14-15 évesek)

##### 1 méteres műugrás
| Helyezés | Név            | Egyesület | Pont   |
| -------- | -------------- | --------- | ------ |
|          | Veres Kamilla  | RLSE      | 265,55 |
|          | Tatarek Csenge | HPVK      | 195,35 |
|          | Molnár Dalma   | PSE       | 155,00 |

##### 3 méteres műugrás
| Helyezés | Név            | Egyesület | Pont   |
| -------- | -------------- | --------- | ------ |
|          | Veres Kamilla  | RLSE      | 283,30 |
|          | Tatarek Csenge | HPVK      | 212,40 |
|          | Molnár Dalma   | PSE       | 166,65 |

#### C korcsoport (12-13 évesek)

##### 3 méteres műugrás
| Helyezés | Név          | Egyesület | Pont   |
| -------- | ------------ | --------- | ------ |
|          | Nagy Eszter  | LSE       | 188,25 |
|          | Sándor Petra | PSE       | 187,60 |
|          | Erdei Róza   | RLSE      | 186,85 |

##### toronyugrás
| Helyezés | Név                 | Egyesület | Pont   |
| -------- | ------------------- | --------- | ------ |
|          | Erdei Róza          | RLSE      | 165,05 |
|          | Halmos Zita         | LSE       | 147,65 |
|          | Fischer Blanka      | PSE       | 141,60 |
| 4.       | Nagy Eszter         | LSE       | 141,20 |
| 5.       | Vecsernyés Veronika | RLSE      | 137,55 |

#### B-C korcsoport

##### 3 méteres szinkronugrás
| Helyezés | Név                              | Egyesület | Pont   |
| -------- | -------------------------------- | --------- | ------ |
|          | Idul Alexandra / Veres Kamilla   | RLSE      | 183,78 |
|          | Hepke Viola / Marján Gyöngyi     | HPVK      | 171,30 |
|          | Halmos Zita / Mócsai Kinga       | LSE       | 160,23 |
| 4.       | Erdei Róza / Vecsernyés Veronika | RLSE      | 155,28 |

#### D korcsoport

##### 3 méteres műugrás
| Helyezés | Név             | Egyesület | Pont   |
| -------- | --------------- | --------- | ------ |
|          | Nagy Eszter     | LSE       | 119,60 |
|          | Hnatyszyn Vanda | PSE       | 109,50 |
|          | Jászonyi Júia   | LSE       |        |

##### toronyugrás
| Helyezés | Név             | Egyesület | Pont   |
| -------- | --------------- | --------- | ------ |
|          | Hnatyszyn Vanda | PSE       | 105,10 |
|          | Nagy Eszter     | LSE       | 102,00 |
|          | Böröndi Pálma   | LSE       | 80,40  |